# 天全蒲公英
天全蒲公英（学名：Taraxacum apargiaeforme），为菊科蒲公英属下的一个植物种。